# مرشحات المياه السيراميكية

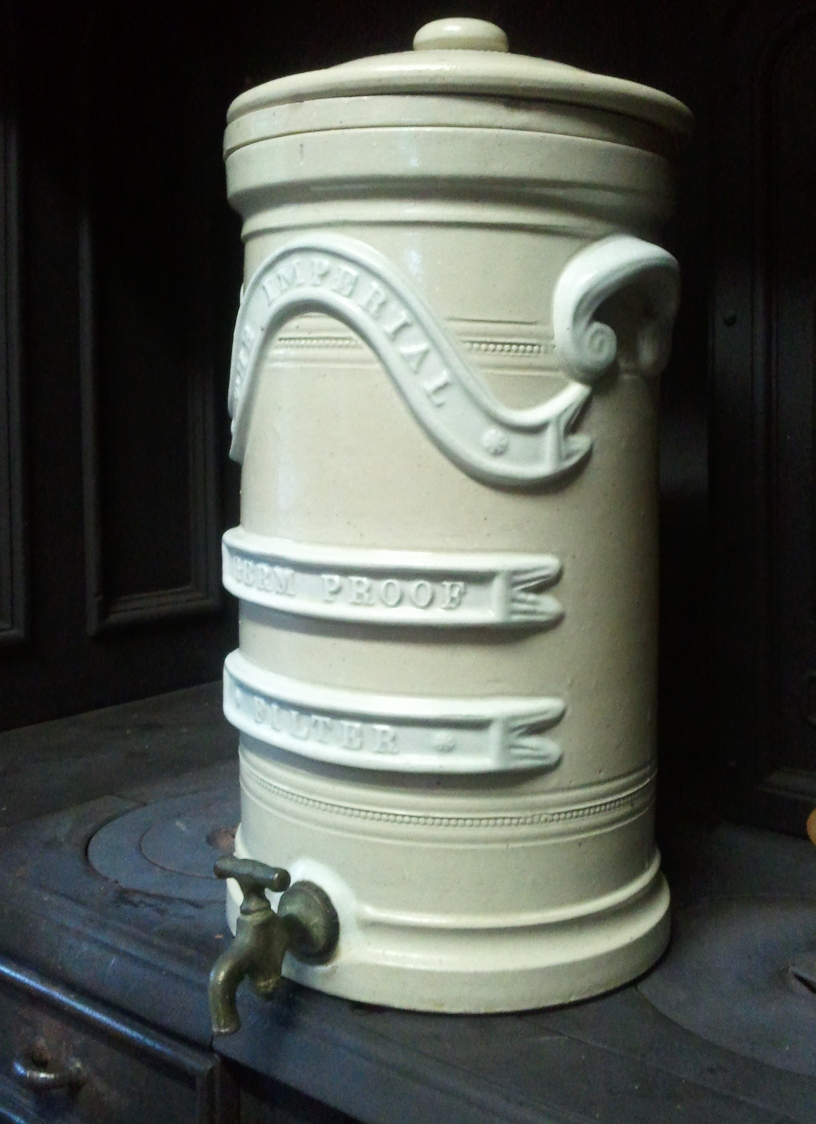
مرشح ماء سيراميكي من العصر الفيكتوري

مرشحات المياه المصنوعة من السيراميك [بالإنجليزية :ceramic water filter] تعتبر مرشحات غير مكلفة وأيضاً نوع فعال من أنواع مرشحات المياه، والتي تعتمد على وجود مسامات صغيرة الحجم من السيراميك والتي تعمل على ترشيح الأوساخ ، الحطام و البكتيريا من المياه . وهذا يجعل منها أداة مناسبة للاستخدام في الدول النامية،  إذ أن أكثر استخداماتها شيوعاً هو حملها في حقيبة للظهر.

## طريقة العمل
الطريقة مشابهة لطرق ترشيح المياه الأخرى ، إذ أن المرشح يعمل على إزالة الأجسام والجزيئات التي يكون حجمها أكبر من حجم مسامات المرشح نفسه. تحديدًا يزيل البكتيريا ، الطفيليات ، والحويصلات الميكروبية. مع ذلك ، هذه المرشحات تكون غير فعّالة تجاه الفيروسات لأن حجمها صغير لدرجة أنه يستطيع المرور من خلال جهة المرشح الخالية. مرشحات المياه السيراميكية يمكن أن يُضاف لها الفضة بحيث لا تُزال مع عملية الترشيح . الفضة تعمل على قتل أو إضعاف البكتيريا وتمنع نمو العفن والطحالب داخل المرشح.
الترشيح باستخدام السيراميك لا يزيل الملوثات الكيميائية ، بحد ذاته.
غير أن بعض الشركات المصنعة ( خاصة مرشحات السيراميك الشمعية ) تعمل على دمج نواة الكربون النشطة والعالية الأداء داخل لفيفة مرشح السيراميك والتي تعمل على تقليل الملوثات العضوية والمعدنية. الكربون النشط يعمل على امتصاص المركبات مثل الكلور.
المرشحات ذات الكربون النشط بحاجة إلى أن يتم استبدالها بشكل دوري لأن الكربون يصبح مسدود تماماً من الأجسام الغريبة.

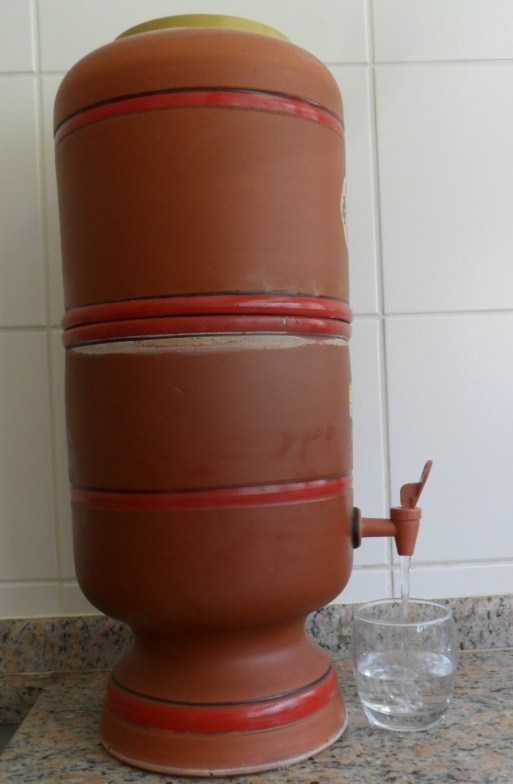
فلتر ماء خزفي يصب الماء النظيف في الكوب.

## أنواع مرشحات السيراميك
من أكثر أنواع مرشحات السيراميك انتشاراً هم النوع الوعائي والنوع الشمعي . تتكون أنظمة المرشحات السيراميكية من مرشح سيراميكي مسامي والذي يرتبط مع أو يقع أعلى وعاء بلاستيكي أو سيراميكي. المياه الملوثة تُصب في وعاء علوي بحيث تمر من خلال المرشح وتُصب في الوعاء السفلي والذي عادة ما يكون مزوّد بصنبور .
الملوثات ذات الحجم الأكبر من حجم الثقوب الدقيقة الخاصة بالهيكل الخزفي تبقى في النصف العلوي من الوحدة . يمكن تنظيف المرشحات باستخدام فرشاة ناعمة وشطفهم بالماء النظيف ، أيضاً يمكن استخدام الماء الساخن والصابون.

### النوع الشمعي
للاستخدام الثابت الغير متحرك ، النوع الشمعي يملك مزايا من الناحية الميكانيكية و التشغيلية والتصنيعية تكون أفضل من الأواني البسيطة ، وأيضاً يُسمح باستخدام المعادن القوية و الأوعية البلاستيكية ، التي تعمل على تقليل احتمالية الفشل الصحي. ولأن منطقة الترشيح لديه غير متعلقة بحجم وصلة التوصيل، فإن التسريب يكون أقل والتكلفة تكون أعلى من الهندسات الأخرى للمرشحات القابلة للاستبدال ، لذلك يمكن استخدام حشوات عالية الكفاءة . وبما أنهم محميين من قبل الوعاء العلوي وبدلاً من تكوينه ، فإنهم أقل عرضة لأي ضرر في حالة الاستخدام العادي . النوع الشمعي أسهل للتعقيم ، بحيث أن الجزء المُعقم يكون داخل الشمعة ، أما الجزء الملوّث يكون الجزء الخارجي والذي يكون أسهل للتنظيف. يمكن تزويدهم بأكثر من وعاء وأكثر من تطبيق على عكس الأوعية البسيطة ، وربط الثقوب البسيطة بأوعية. ويمكن استبدالهم من غير الحاجة إلى استبدال الوعاء العلوي بشكل كامل ، وأيضاً كلما كانت الأوعية أكبر زادت الأوعية الشمعية التي يمكن استخدامها ، وهذا يعمل على توحيد صناعة المرشحات وجعلها معيارية. في حال كُسر الوعاء متعدد الفلاتر ، فإن ثقوب المرشح يمكن أن تُسد ، وبالتالي يمكن الاستمرار باستخدام الوعاء ولكن بعدد أقل من الفلاتر ووقت أكثر لإعادة التعبئة إلى أن يتم استبداله . بالإضافة إلى جعل المرشحات معيارية فإن لها فائدة اقتصادية وذلك بجعل مرشح أو أكثر في متناول اليد.

## مرشحات قابلة للتنقل
ويوجد مرشحات سيراميكية قابلة للتنقل ، مثل (MSR مينيوركس ) ، والتي تعمل عن طريق مضخة يدوية ، وأيضاً مرشحات ضمنية والتي تعمل على ترشيح مياه الشرب التي تأتي عن طريق أنابيب المياه المنزلية . تنظيف هذه المرشحات يكون مشابه لتنظيف مرشح الوعاء الطيني ، لكن أيضاً يسمح بالتنظيف بالتدفق العكسي ، حيث أن المياه النظيفة تُجبر على التدفق بشكل عكسي داخل المرشح والرجوع إلى الوراء ، دافعةً بذلك أي ملوّث إلى خارج الثقوب السيراميكية.